# Helden des Olymp – Das Haus des Hades
Helden des Olymp – Das Haus des Hades (Originaltitel: The Heroes of Olympus: The House of Hades) ist ein Fantasy-Jugendbuch von Rick Riordan, übersetzt von Gabriele Haefs. Es ist das vierte Buch der Serie Helden des Olymp und die Fortsetzung von Das Zeichen der Athene. Es erschien im Oktober 2014.

## Handlung
Im vierten Band sind Percy und Annabeth im Tartarus, wo sie unter anderem auf den Titanen Iapetos treffen, der sein Gedächtnis verloren hat und Percy und Annabeth deshalb hilft. Mit der Hilfe des Giganten Damasen (Gegner des Ares, deshalb friedlich) gelingt es ihnen schließlich, die Ketten an den Toren des Todes zu zerstören und wieder in die Oberwelt zu kommen. Allerdings kommen alle Giganten die vorher schon besiegt wurden, ebenfalls wieder frei. Die anderen fünf Halbgötter sind auf dem Weg Richtung Griechenland. Außerdem sind auch Trainer Hedge und Nico auf dem Schiff. Jason findet in einem Treffen mit Nico und Cupido heraus, dass Nico einmal in Percy verliebt war. Hazel trifft unterwegs auf die Göttin Hekate, welche ihr beibringt den Nebel zu beherrschen. In Bologna treffen sie auf die Kerkopen, von welchen sie das Astrolabium des Odysseus stehlen können. Sie treffen in Venedig auf den niederrangigen Gott Triptolemos, der Frank dazu bringt, sein volles Potenzial zu erreichen und den Segen des Ares/Mars zu erlangen. Bei einem Treffen mit Bandit Skiron zeigt Hazel erstmals ihre Kräfte den Nebel zu beherrschen. Leo verbringt in diesem Band einige Zeit auf der Insel Ogygia. Er wurde von Chione, der Göttin des Schnees, einer alten Feindin von Piper, Jason und Leo dorthin geschickt. Leo ist der erste, in den sich Kalypso, das Mädchen auf der Insel Ogygia, nicht sofort verliebt. Er aber verliebt sich in sie und schwört, dass er sie aus Ogygia befreien wird. Am Ende verliebt sie sich auch in ihn. Das Buch endet im Haus des Hades. Hier kämpfen sie gegen Monster, Pasiphae und den Riesen Klytios. Sie können alle besiegen und stoßen dann auch auf Percy und Annabeth. Die Helden finden heraus, dass die Statue Athenes, die sie im 3. Band gerettet haben, von einer Römerin / einem Römer zu den Griechen (Camp Half-Blood) gebracht werden muss, um Frieden zu schließen, weshalb sie Reyna rufen. Sie kommt auf ihrem Pegasus Scipio, der nach der langen Reise stirbt. Mit Hilfe von Nico und Trainer Hedge macht sie sich über Schattenreisen mit der Statue auf den Weg zum Camp Half-Blood.

## Figuren

### Halbgötter
- Perseus (Percy) Jackson, Sohn des Poseidon. Er ist am Ende des dritten Bandes in den Tartarus gefallen und versucht nun gemeinsam mit Annabeth die Tore des Todes im Tartarus zu erreichen, um diese zu durchqueren und danach zu schließen. Er wird im Tartarus mehrfach mit für ihn kritischen Situationen konfrontiert, sowie die Verfluchung durch die Arai, die ihm den Schmerz, den er verbreitet hat, zurückbringen, oder Achlys, die er mit Gift besiegt, allerdings gleichzeitig Annabeth verschreckt. Zudem hat er ein schlechtes Gewissen, weil er Titan Iapetos das Gedächtnis löschte und dieser ihm nun hilft, obwohl Percy ihn völlig vernachlässigte. Trotz alledem wird seine Beziehung zu Annabeth enorm gestärkt.
- Annabeth Chase, Tochter der Athene. Sie ist am Ende des dritten Bandes in den Tartarus gefallen und versucht nun gemeinsam mit Percy die Tore des Todes im Tartarus zu erreichen, um diese zu durchqueren und danach zu schließen. Auch sie steht im Tartarus vor schwierigen Situationen, sie belastet aber vor allem die Machtlosigkeit und Abhängigkeit von Titan Iapetos. Trotz alledem wird ihre Beziehung zu Percy enorm gestärkt.
- Nico di Angelo, Sohn des Hades. Er reist gemeinsam mit den übrigen fünf Halbgöttern auf der Argo II nach Epirus, um die oberirdische Seite der Tore des Todes im Haus des Hades zu schließen und Percy und Annabeth aus dem Tartarus zu holen. Bei der Suche nach dem Zepter des Diokletian mit Jason wird Nico vom Liebesgott Cupido gezwungen, seine wahren Gefühle zu offenbaren. Es zeigt sich, dass Nico schwul ist und längere Zeit in Percy verliebt war. Er schämt sich für seine Gefühle und versteckte sich deshalb vor anderen Halbgöttern. Auch in diesem Band hält er sich eher abseits der anderen Besatzungsmitglieder auf.
- Frank Zhang, Sohn des Mars. Er reist mit den übrigen fünf Halbgöttern auf der Argo II nach Epirus. In Venedig besiegt er alle Katoblepones der Stadt, um den Gott Triptolemos dazu zu bewegen Hazel zu heilen. Für diese Tat belohnt Mars seinen Sohn mit einem Segen, der Frank wachsen lässt und stärker macht. Im Kampf gegen Monster im Haus des Epirus wird Frank durch eine Feldbeförderung von Jason zum Prätor der 12. Legion ernannt und kann so römische Geister befehligen und den Kampf gewinnen.
- Piper McLean, Tochter der Aphrodite. Sie reist ebenfalls auf der Argo II nach Epirus. Als Schneegöttin Chione das Schiff angreift, ist Piper als einzige nicht vereist und kann die Schneegöttin und die Boreaden vertreiben sowie Bronzedrachen Festus allein durch Charmesprech zum Leben erwecken.
- Jason Grace, Sohn des Jupiter. Er reist ebenfalls auf der Argo II nach Epirus und bemüht sich in der Abwesenheit von Annabeth und Percy der Anführer zu sein. Er ist zutiefst bestürzt, als er von Nicos Gefühlen erfährt und versucht von da an Nico in Schutz zu nehmen und dazu zu bewegen, sich auch den anderen zu öffnen. Gegenüber dem Windgott Auster/Notus schließt er sich Camp Half-Blood an und beendet damit eine Unklarheit, die ihm sehr zu schaffen machte.
- Leo Valdez, Sohn des Hephaistos. Er reist auf der Argo II nach Epirus mit. In Bologna überlistet er die Kerkopen und es gelingt ihm Odysseus’ Astrolabium zu bekommen, mit welchem er später versuchen wird nach Ogygia zurückzukehren. Er wird von Chione auf Kalypsos Insel Ogygia befördert und verbringt dort einige Zeit, in der er sich in Kalypso verliebt. Kurz bevor er Ogygia verlässt küsst Kalypso ihn. Leo schwört nach Ogygia zurückzukehren und Kalypso zu befreien.
- Hazel Levesque, Tochter des Pluto. Sie reist auf der Argo II nach Epirus mit. Ihr begegnet die Göttin Hekate an einem Kreuzweg, an welchem sie Hazel die Möglichkeit bietet den Apennin zu überqeuren und den Nebel zu beherrschen, um im Haus des Hades Zauberin Pasiphae zu besiegen. Sie erlernt langsam die Kunst der Nebelbeherrschung und wendet sie gegen Skiron zum ersten Mal wirksam an. Im Haus des Hades gelingt es ihr Pasiphae zu besiegen und Klytios zu verletzen.
- Reyna Ramírez-Arellano, Tochter der Bellona. Die römische Prätorin erhält von Annabeth eine Nachricht aus dem Tartarus und macht sich auf den Weg nach Epirus, um die Statue der Athene ins Camp Half-Blood zu bringen und den Krieg zu beenden.

### Götter
- Ares/Mars
- Hekate
- Chione und die Boreaden
- Zephyros/Flavonius
- Notus/Auster
- Achlys
- Nyx
- Tartarus
- Triptolemos
- Eros/Cupido
- Poseidon
- Athene
- Hephaistos
- Zeus
- Aphrodite

### Giganten/Titanen
- Iapetus
- Damasen
- Hyperion
- Krios
- Klytios
- Polybotes

### Andere
- Gleeson Hedge
- Scipio (Pegasus)
- Pasiphae
- Skiron
- Kalypso

## Hintergrund
Helden des Olymp – Das Haus des Hades war im Dezember 2014 auf Platz eins in den Spiegel-Bestsellerlisten in der Kategorie Jugendromane. In den nächsten drei Monaten war immer es unter den ersten Acht. Es wurden bis Juni 2015 350.000 Exemplare verkauft.

## Deutsche Ausgabe
Rick Riordan: Helden des Olymp - Das Haus des Hades. Band 4. Carlsen Verlag, Hamburg, ISBN 978-3-551-31623-3.